# Tonka Petrova
Tonka Petrova (en bulgare: Тонка Петрова), née le 1er février 1947 à Yambol (Bulgarie) est une athlète bulgare spécialiste du demi-fond.
Elle est triple médaillée aux Championnats d'Europe d'athlétisme en salle. Elle est médaille d'argent à championnats d'Europe de Rotterdam en 1973 sur 1500 mètres. 
Aux  championnats d'Europe de Göteborg en 1974, elle est championne d'Europe sur 1500 mètres et médaille d'argent sur le relais 4 x 392 mètres avec la Bulgarie.